# Case Mayfield
Case Mayfield, pseudoniem van Cornelis Johannes Lucas (Kees) Veerman (Volendam, 1987) is een Nederlands singer-songwriter.
In 2010 won hij de publieksprijs van de Grote Prijs van Nederland in de categorie singer-songwriter en genoot hij met zijn debuutplaat 'The Many Colored Beast (2012) van nationale erkenning en bewondering in de vorm van Edison nominaties (beste nieuwkomer en beste album) en tal van TV, radio en club- festivaloptredens. Zijn opvolgende albums 10, Another Glorious Battle For The Kingdom en Egomaniac ontvingen wederom lovende recensies en brachten hem langs alle zalen en huiskamers van Nederland.
Ondanks dit nieuw verworven succes houdt hij echter niet van het spelen voor grote zalen en heeft hij in het verleden ook diverse solo huiskamerconcerten gegeven. Hier sluit ook de recordpoging bij aan die hij zaterdag 21 april in het kader van Record Store Day onderneemt waarbij hij in elf verschillende platenzaken op heeft getreden.

## Discografie

### Albums
| Album met eventuele hitnotering(en) in de Nederlandse Album Top 100 | Datum van verschijnen | Datum van binnenkomst | Hoogste positie | Aantal weken | Opmerkingen |
| ------------------------------------------------------------------- | --------------------- | --------------------- | --------------- | ------------ | ----------- |
| Case Mayfield                                                       | 2010                  | -                     |                 |              | ep          |
| Muchacho                                                            | 2011                  | -                     |                 |              | ep          |
| The many colored beast                                              | 17-02-2012            | 25-02-2012            | 18              | 7            |             |
| 10                                                                  | 12-10-2012            | 20-10-2012            | 50              | 1*           |             |

### Singles
| Single met eventuele hitnotering(en) in de Nederlandse Top 40 | Datum van verschijnen | Datum van binnenkomst | Hoogste positie | Aantal weken | Opmerkingen |
| ------------------------------------------------------------- | --------------------- | --------------------- | --------------- | ------------ | ----------- |
| The title                                                     | 2012                  | -                     |                 |              |             |
| Schizophrenia                                                 | 2012                  | -                     |                 |              |             |